# Карл Кандулков
Карл Димитров Кандулков е български архитект.

## Биография
Роден е на 16 юни 1920 г. в Севлиево. Следва архитектура в Дрезден. Като чуждестранен студент в Германия през Втората световна война е затворен от нацистите в концлагера Бухенвалд (1944-1945). Завършва образованието си през 1946 г.
Завръща се в България и работи като архитект в Габрово. Председател на Изпълнителния комитет на Градския народен съвет (1959-1966, 1971-1976). Разработва и прилага мащабно и перспективно строителство и благоустрояване на града.
Проектира Дома на културата „Емануил Манолов“, Дома на хумора и сатирата, Спортната зала „Орловец“, Летния театър, монумента „Коня“ на входа на Габрово и паметника на Митко Палаузов. В съавторство проектира Дом за отдих „Двореца“ (Велинград).
Избран за Почетен гражданин на Габрово на 30 юли 1976 г.
Съавтор (заедно с Димитър Дичков) на мемоарната книга „Път през Бухенвалд“ (С., 1988).